# Dorcus katsurai
Dorcus katsurai là một loài bọ cánh cứng trong họ Lucanidae. Loài này được Ikeda mô tả khoa học năm 2000.